# Donji Miholjac
Donji Miholjac (tyska: Unter-Miholtz, ungerska: Alsómiholjác) är en stad i Kroatien. Staden har 10 265 invånare (2001) och ligger i Osijek-Baranjas län i landskapet Slavonien. Större orter i närheten av Donji Miholjac är Našice och Belišće.

## Orter i kommunen
Donji Miholjac utgör huvudorten i kommunen med samma namn. I kommunen finns förutom Donji Miholjac följande 6 orter: Golinci, Miholjački Poreč, Podgajci Podravski, Radikovci, Rakitovica och Sveti Đurađ.

## Geografi
Donji Miholjac ligger vid floden Dravas strand i närheten av den kroatisk-ungerska gränsen. 

## Historia
Arkeologiska fynd från 2002 tyder på att området där Donji Miholjac idag ligger var bebott redan innan romarna under det första århundradet intog det. På en karta från 100-talet utarbetad av den grekiske geografen Klaudios Ptolemaios finns Donji Miholjac utsatt under namnet Mariniana. 
Under folkvandringstiden på 500-600-talet slog sig slaver (dagens kroater) ner i området som till slutet av 700-talet kontrollerades av avarerna. I början av 800-talet intogs området av frankerna som inlemmade det i sitt rike. Under 900-talet inlemmades området i det medeltida kroatiska kungariket som senare kom att sortera under kungariket Ungern och under 1500-talet Habsburgska riket. 
Under 1500-talets senare hälft intogs Donji Miholjac av osmanerna som kom att kontrollera staden fram till slutet av 1600-talet då den åter kom att sortera under habsburgarna.   

## Arkitektur och byggnadsverk
- Majláthslottet i Donji Miholjac uppfördes 1905-1914 för den ungerska adelsfamiljen Majláth. Det är byggt som ett medeltida slott efter ritningar av arkitekten István Möller och anses vara ett av de bäst bevarade slotten i Kroatien. 1930-1941 var slottet i den judiska familjen Schlesingers ägo.
- Sankt Mikaels kyrka (Crkva svetog Mihovila) är byggd i romansk stil.

## Kända personligheter (urval)
- Pavle, patriark över Serbisk-ortodoxa kyrkan